# Bankhaus C. L. Seeliger
Das Bankhaus C. L. Seeliger ist eine inhabergeführte Privatbank mit Sitz in Wolfenbüttel. Es wird von den beiden persönlich haftenden Gesellschaftern Christoph Schmitz und Cosimo von Dungern sowie von Thorsten Behme geführt. Daneben sind fünf weitere Unternehmerfamilien beteiligt. Es zählt mit seiner über 230-jährigen Geschichte zu den ältesten Privatbanken Deutschlands.

## Bankgeschäfte
Das Bankhaus C. L. Seeliger hat seinen geschäftlichen Ursprung in der Betreuung vermögender Privatkunden, des unternehmerischen Mittelstandes und der Landwirtschaft in der Region Wolfenbüttel/Braunschweig. Seit 2023 ist das Bankhaus zudem mit einer Geschäftsstelle in Hamburg vertreten, von wo aus insbesondere vermögende Privatkunden betreut werden. Zum Leistungsspektrum des Bankhauses zählen neben den klassischen Bankprodukten insbesondere die Vermögensanlage und das Kreditgeschäft.
Das Bankhaus ist Mitglied im Bundesverband deutscher Banken e. V. und dessen Einlagensicherungsfonds.

## Geschichte

### Geschichte vor 1900
Grundlage des Bankhauses C.L. Seeliger bildete das Handelsgeschäft von Heinrich Anton Christoph Seeliger (1755–1838). Dieser nahm seine Geschäfte am 1. November 1794 auf. H.A.C. Seeliger konzentrierte sich zu Beginn auf den Garnhandel. Ein Jahr später (1795) folgten erste Versuche mit dem Kornhandel. Handelsbeziehungen nach Holland, Elberfeld und Barmen, den großen Zentren der Textilindustrie, wurden erschlossen und ausgebaut. Das Handelshaus Seeliger verstärkte zu dieser Zeit seine Aktivitäten im Exportgeschäft. 1801 wies die Bilanz des Handelsgeschäftes ein Vermögen von 115.000 Talern auf. Die Bilanz im Jahr 1824, dem letzten Jahr, in dem H.A.C. Seeliger das Unternehmen allein führte, wies ein Vermögen von 173.600 Talern auf.
Die Söhne des Firmengründers, Carl Ludwig Bernhard Seeliger (1795–1859) und Theodor Seeliger traten 1825 als Teilhaber in die Firma ein. Name des Handelshauses war seitdem „Heinrich Seeliger & Söhne“. Im Jahre 1825 zog das Unternehmen in den bis heute bestehenden Stammsitz Wolfenbüttel in das 1586–88 errichtete historische Gebäude in der Langen Herzogstraße 63 in Wolfenbüttel. Mit seinem Portal ist es in Wolfenbüttel eines der wenigen Beispiele von aus Stein errichteten Bürgerhäusern im ausgehenden Mittelalter. Herzog August d. J. von Braunschweig und Lüneburg, der von 1635 bis 1666 regierte, erwarb das Haus 1646 von den Erben eines reichen Bürgers. Er ließ es als Fürstliche Apotheke einrichten, daher trägt das Portal auch das herzogliche Wappen. Später ging es in den Besitz des Hofapothekers Anton Friedrich Dünnhaupt (1772–1867) über, von dem es Carl Ludwig Bernhard Seeliger 1823 für 4.500 Taler erwarb. Es war eines der ehemaligen Hofbeamtenhäuser und eines der ältesten Wohngebäude dieser Straße. Als Motto auch des Bankhauses befindet sich in dem barocken Aufsatz des Renaissanceportals der Wahlspruch von Herzog August dem Jüngeren. Er lautet: „Alles mit Bedacht“. Der Speicher an der Rückfront des Gebäudekomplexes wurde erst 1840 hinzugebaut. 2010 wurde der gesamte Gebäudekomplex umfangreich renoviert und modernisiert.
Am 1. Januar 1838 starb Heinrich Anton Christoph Seeliger. Die beiden Söhne führten das Geschäft gemeinsam weiter. Sie trennten sich am 1. Oktober 1840 in gegenseitigem Einvernehmen. Carl Ludwig Bernhard Seeliger gründete ein eigenes Unternehmen unter der Firmierung C. L. Seeliger und widmete sich neben dem Handelsgeschäft in verstärktem Maße dem vom Vater begonnenen Bankgeschäft. Er dehnte den Handel im Verlauf des Jahres 1841 auf Kolonialwaren wie Chicorée, Rüben, Zucker, Salpeter, Flachs, Hopfen und Tabak aus.
Im Jahre 1852 trat Gustav Seeliger (1828–1891), Sohn von Carl Ludwig Bernhard Seeliger, als Teilhaber in das väterliche Unternehmen ein. Nach dem Tode Carl Ludwig Seeligers am 17. September 1859 führte sein Sohn Gustav das Geschäft als Alleininhaber weiter. Nachdem kurzzeitig der Vetter von Carl Ludwig Seeliger, Leopold Seeliger als Sozius in das Unternehmen mit eingetreten war, folgte ihm Hermann Mengen, ein Freund und Mitarbeiter als Teilhaber. Von nun an rückte das Bankgeschäft in den Vordergrund. Carl Ludwig Heinrich Wilhelm Seeliger (1855–1923), Sohn von Gustav Seeliger, trat am 1. Oktober 1879 in das Unternehmen ein.
Seit dem 1. Januar 1882 waren Gustav Seeliger und sein Sohn Carl Ludwig Heinrich Wilhelm Seeliger Gesellschafter des Unternehmens. Seit diesem Zeitpunkt liegt die Konzentration auf dem Bankgeschäft. Folglich wurde der Wollhandel 1884 aufgegeben. Nach dem Tode Gustav Seeligers am 12. Februar 1891 führte Carl Ludwig Heinrich Wilhelm Seeliger das Unternehmen als alleiniger Inhaber weiter. Er war Mitglied des Braunschweigischen Landtages, Inhaber zahlreicher Ehrenämter und Mitglied in Aufsichtsräten bedeutender Industrieunternehmen.

### Geschichte ab 1900
Carl Ludwig Seeliger, ältester Sohn von Carl Ludwig Heinrich Wilhelm Seeliger, trat 1914 nach der Ausbildung in verschiedenen Bankhäusern in das Unternehmen ein. 1915 wurde er Teilhaber des Bankhauses. Carl Ludwig Heinrich Wilhelm Seeliger starb am 20. April 1923. 1924 traten Werner Seeliger sowie der jüngere Sohn Louis Seeliger und Bruder von Carl Ludwig Seeliger in das Unternehmen ein. Die Braunschweigische Staatsbank beteiligte sich 1930 mit einer Kommanditeinlage am Bankhaus C. L. Seeliger. Die Zusammenarbeit endete 1940. Während der Zeit des Nationalsozialismus musste sich das Bankhaus verschiedenen Eingriffen von Parteiinstanzen beugen.

### Geschichte ab 1945
1945 wurde Carl Ludwig Seeliger, der politisch unbelastet und als Gegner der Nationalsozialisten bekannt war, von der britischen Besatzungsmacht als Landrat in Wolfenbüttel eingesetzt.
Politische Veränderungen nach dem Zweiten Weltkrieg bedeuteten auch gravierende wirtschaftliche Einschnitte für das Bankhaus. Der Einzugsbereich der Bank im Raum Halberstadt und Magdeburg ging verloren. Durch Übernahme des Wolfenbüttler Bankhauses Fink 1948 erfolgte eine Neuorientierung. 1952 folgte die Angliederung der Zahlstelle Schöppenstedt, eine ehemalige Niederlassung der Bank für Landwirtschaft. Nach dem Tod Carl Ludwig Seeligers am 25. November 1956 wurde Werner Seeliger alleiniger persönlich haftender Gesellschafter. 1958 trat Rudolf Müller, seit 1935 im Unternehmen, als weiterer persönlich haftender Gesellschafter in das Unternehmen ein.
Am 28. Januar 1958 starb Werner Seeliger. Damit endete in der fünften Generation die Geschäftsführung durch Angehörige der Familie Seeliger. Rudolf Müller war bis zum 1. März 1988 alleiniger persönlich haftender Gesellschafter. Lonny Seeliger (Witwe von Carl Ludwig Seeliger) wurde 1958 persönlich haftende Gesellschafterin mit einem Anteil von 25 % und blieb dies bis zu ihrem Tod am 19. Oktober 2000 im Alter von 102 Jahren.
Der Kreis der Kommanditisten wurde zum Ende des Jahres 1970 durch den Eintritt der Norddeutschen Landesbank (NORD/LB), einer Nachfolgerin der Braunschweigischen Staatsbank, mit einer Beteiligung von 25 % erweitert. 1977 verkaufte die NORD/LB ihre Anteile an die Vereins- und Westbank. Am 1. Januar 1978 wurde Carl-Alexander von Below persönlich haftender Gesellschafter. 1987 folgte Jochen Winter auf Rudolf Müller als persönlich haftender Gesellschafter.
Am 1. November 1994 feierte das Bankhaus seinen 200. Geburtstag.

### Geschichte ab 2000
Camill Freiherr von Dungern trat am 1. Januar 2000 als neuer persönlich haftender Gesellschafter in das Bankhaus C. L. Seeliger ein. Am 31. Dezember 2000 verließ Jochen Winter und am 30. September 2001 Carl-Alexander von Below das Bankhaus. Friedrich-Carl Heidebroek trat als neuer Gesellschafter dessen Nachfolge an.
Im Jahr 2004 wurden die Anteile der Vereins- und Westbank und von Frau Lonny Seeliger unter Führung von Camill Freiherr von Dungern und Friedrich-Carl Heidebroek gekauft. In diesem Zuge wurden neben den Familien Seeliger, Heidebroek und von Dungern drei weitere Gesellschafterfamilien hinzugenommen, sodass das Bankhaus seither von sechs Unternehmerfamilien gehalten wird.
Im Oktober 2012 trat Christoph Schmitz in das Bankhaus ein und wurde zum 1. Januar 2013 persönlich haftender Gesellschafter neben Friedrich-Carl Heidebroek und Camill Freiherr von Dungern. Am 30. Juni verließ Camill Freiherr von Dungern das Bankhaus. 
Mit Austritt von Friedrich-Carl Heidebroek am 1. Oktober 2024 übernimmt Cosimo Freiherr von Dungern die Geschäfte als neuer persönlich haftender Gesellschafter neben Christoph Schmitz.

## Seeliger-Park und Seeliger-Villa

### Seeliger-Park

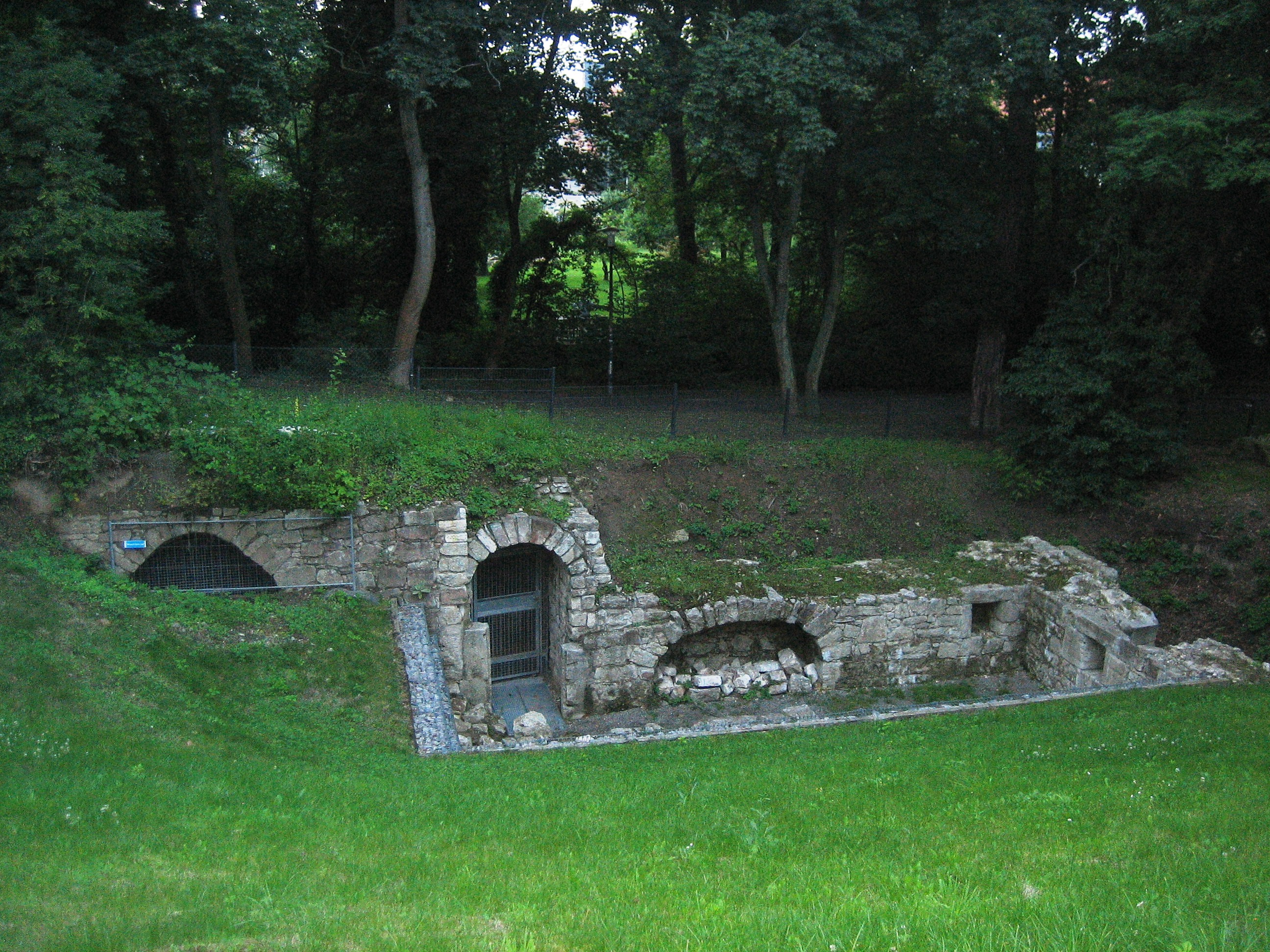
Kasematten im Seeliger Park

1898/99 ließ der Bankier Louis Seeliger auf der ehemaligen Bastion Lindenberg eine Villa bauen und den Park mit Bäumen aus aller Welt anlegen.
Die Stadt Wolfenbüttel kaufte den Park 1976 und machte ihn der Öffentlichkeit zugänglich. So findet man heute im Seeliger-Park unter anderem die Arten Hemlocktanne, Trompetenbaum, Tulpenbaum, Platane und Schwarznuss.

### Villa der Familie

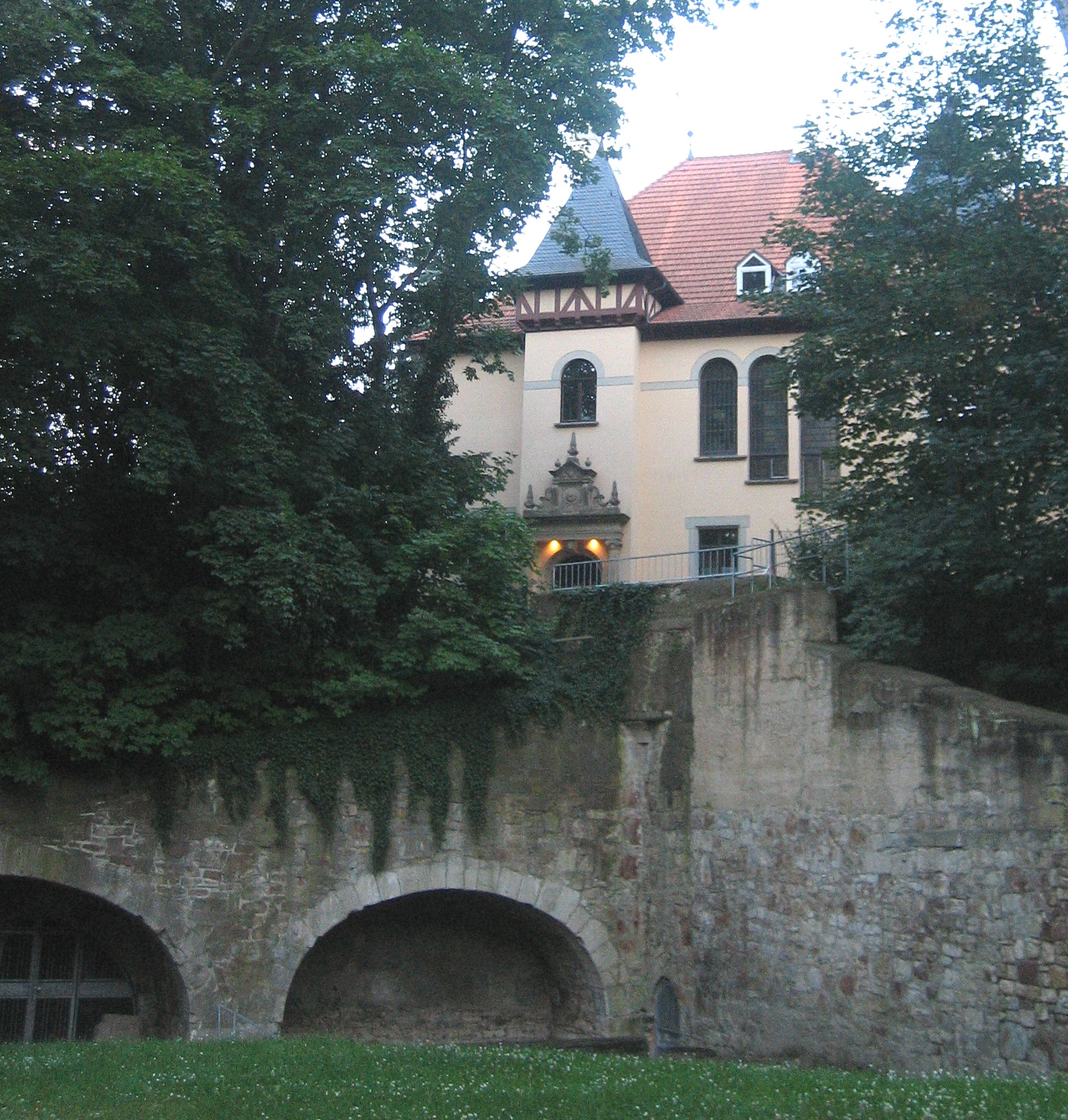
Villa Seeliger

Etwa 1980 wurde die Seeliger-Villa von der Stadt erworben. Zur damaligen Zeit bewohnte die 78-jährige Lonny Seeliger die Villa und erhielt von der Stadt Wohnrecht auf Lebzeit. Seit 2012 befinden sich in der Villa Büroräume der Mitarbeiter und ergänzende Kammermusik-, Chor- und Bandprobenräume der an den Park angrenzenden Landesmusikakademie Niedersachsen. Das Gebäude wurde dafür denkmalgerecht saniert.